# Roussillon, Isère
Roussillon är en kommun i departementet Isère i regionen Auvergne-Rhône-Alpes i sydöstra Frankrike. Kommunen ligger i kantonen Roussillon som tillhör arrondissementet Vienne. År 2022 hade Roussillon 8 584 invånare.

## Befolkningsutveckling
Antalet invånare i kommunen Roussillon
Referens:INSEE